# 13. září
13. září je 256. den roku podle gregoriánského kalendáře (257. v přestupném roce). Do konce roku zbývá 109 dní.

## Události

### Česko
- 1310 – Jan Lucemburský dostal od svého otce lénem Lucemburské hrabství.
- 1775 – Vydán robotní patent Marie Terezie pro Čechy
- 1866 – 12. července začala dvouměsíční okupace Brna pruskými vojsky.  Poslední voják opustil Brno 13.9.1866
- 1938 – Po Hitlerově rozhlasovém projevu ze sjezdu NSDAP v Norimberku vypukl na více než sedmdesáti místech českého pohraničí ozbrojený puč, takzvané Sudetoněmecké povstání.
- 1967 – Při železniční nehodě v Hradci nad Svitavou zahynulo 5 lidí a 21 jich bylo zraněno.
- 1968 – Byly přijaty 2 zákony: první dovoloval činnost jen stranám a organizacím spojeným s Národní frontou (č. 128/1968 Sb.) a druhý umožňoval národním výborům zakázat nebo rozpustit veřejné shromáždění, které by mohlo narušit zahraničně politické zájmy státu nebo bylo zaměřeno proti socialistickému řádu (č. 126/1968 Sb.). (Viz plné znění obou.)
- 2024 – Povodeň v Česku: zejména oblasti severní Moravy a Slezska byly (přesně podle několik dní starého varování ČHMÚ) postiženy intenzivními a dlouhotrvajícími dešti, následkem kterých se rozvodnily desítky potoků a řek.

### Svět
- 0533 – Byzantský generál Belisar rozdrtil Vandaly v bitvě u desátého milníku.
- 1814 – Francis Scott Key napsal The Star-Spangled Banner, národní hymnu Spojených států amerických.
- 1993 – Mírová dohoda z Osla.
- 1994 – Sonda Ulysses minula jižní pól Slunce.
- 1996 – Byl zavražděn rapper Tupac Shakur.

## Narození

### Česko

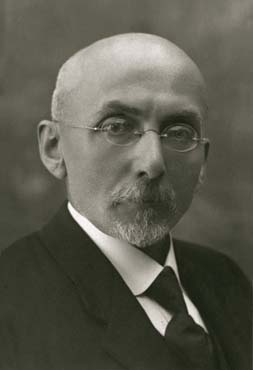
Otokar Březina (* 1868)

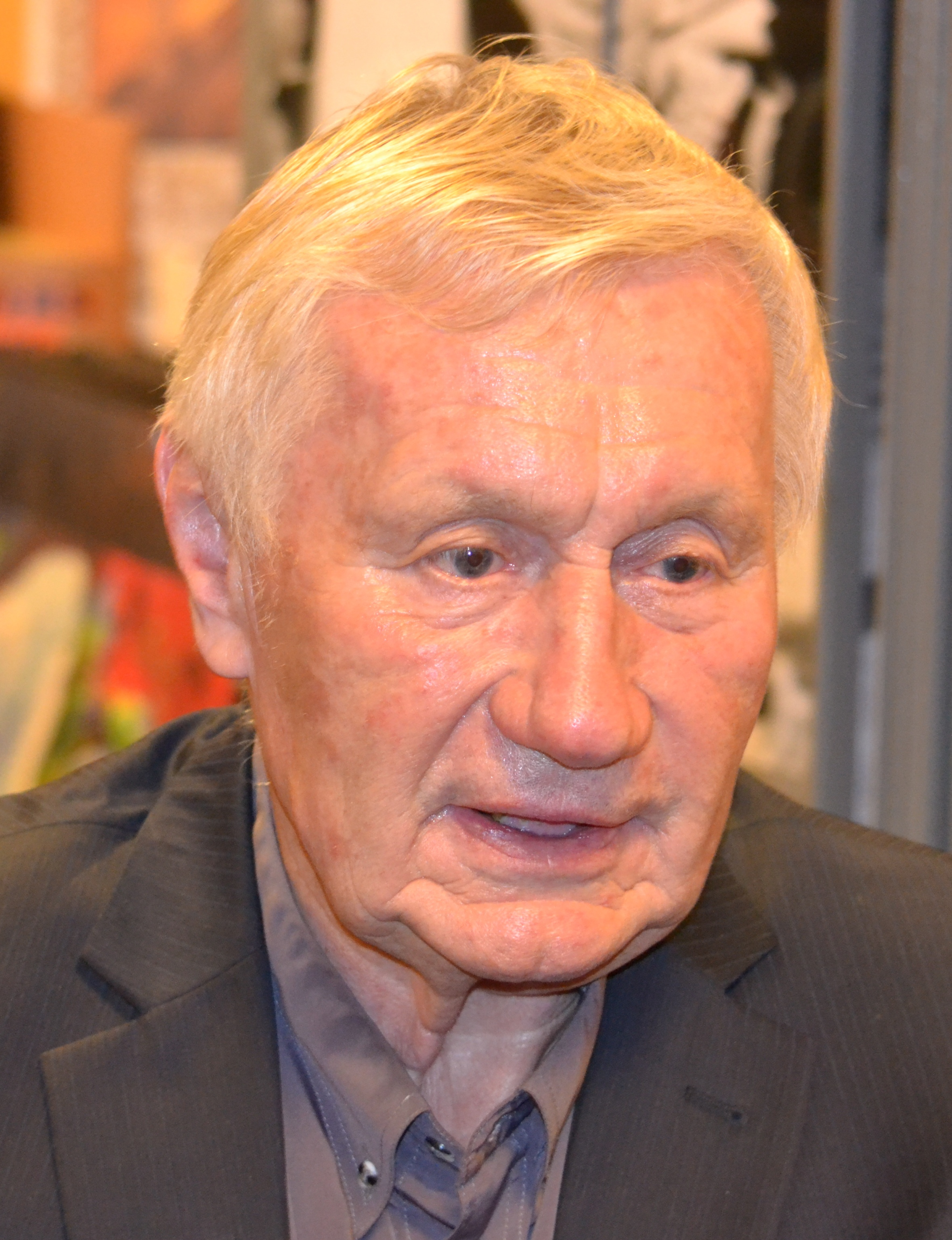
Jan Kukal (* 1942)

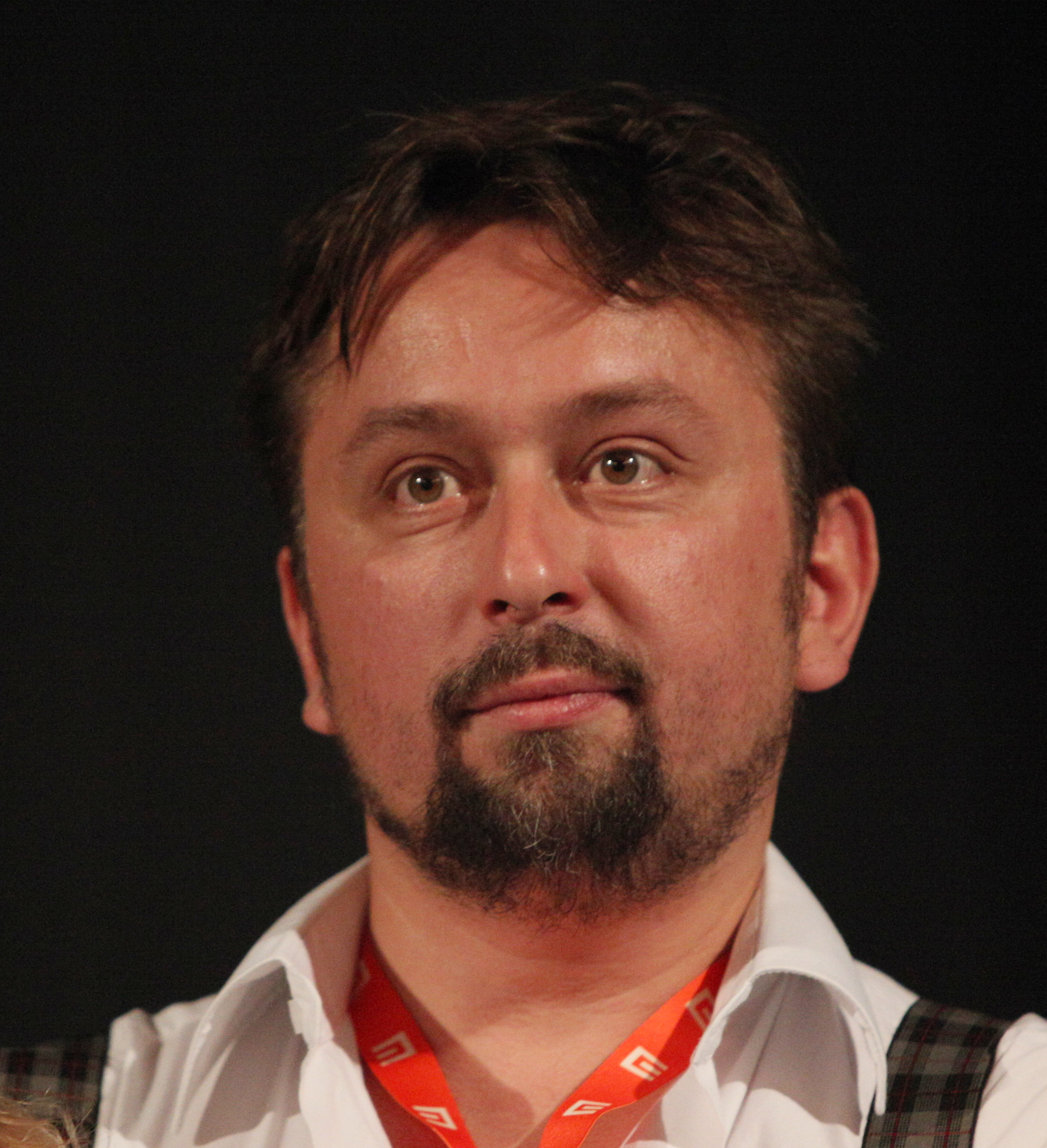
Marek Daniel (* 1971)

- 1673 – Franz Retz, český jezuita, generální představený řádu († 19. listopadu 1750)
- 1782 – Václav Michal Pešina z Čechorodu, kněz, spisovatel a nakladatel († 7. května 1859)
- 1812 – Jaroslav Pospíšil, pražský nakladatel († 13. března 1889)
- 1846 – Jan Slavík, politik († 11. října 1910)
- 1850 – František Storch, právník a rektor Univerzity Karlovy († 21. prosince 1924)
- 1851 – Jaroslav Schiebl, novinář, statistik a politik († 5. dubna 1933)
- 1868 – Otokar Březina, básník († 25. března 1929)
- 1874 – Robert Mayr-Harting, ministr spravedlnosti Československa († 12. března 1948)
- 1881 – Zdeněk Mysliveček, neurolog a psychiatr († 11. března 1974)
- 1887 – Josef Macek, československý ekonom a politik († 19. února 1972)
- 1888 – Josef František Munclingr, operní pěvec († 31. října 1954)
- 1893 – Josef Matička, malíř a grafik († 7. července 1976)
- 1899 – Karel Černovský, hudební skladatel a pedagog († 20. září 1980)
- 1901 – František Kocourek, novinář, rozhlasový reportér a spisovatel († 14. května 1942)
- 1914
  - Karel Hovůrka, voják, příslušník československého protinacistického odboje († 1. října 1941)
  - Heda Halířová, autorka knih pro mládež († 1. ledna 2000)
- 1916 – Josef Černý (voják), voják na východní frontě († 10. září 1970)
- 1917 – František Kotalík, teolog († 21. září 1993)
- 1923 – Miroslav Holub, básník a lékař († 14. července 1998)
- 1925 – Dagmar Čapková, komenioložka, pedagožka a publicistka († 24. května 2016)
- 1927 – Karel Dlabal, chirurg († 1. prosince 2014)
- 1928 – Luboš Sluka, hudební skladatel
- 1930
  - Oldřich Král, sinolog, překladatel a teoretik překladu († 21. června 2018)
  - Jana Obrovská, hudební skladatelka († 4. dubna 1987)
- 1932 – Radoslav Brzobohatý, herec († 12. září 2012)
- 1934 – Karel Čermák, ministr spravedlnosti († 20. června 2017)
- 1940 – Jaroslav Vejvoda, prozaik a scenárista († 5. dubna 2025)
- 1942 – Jan Kukal, tenisový trenér a bývalý československý tenista
- 1943
  - Otakar Antoň Funda, filosof, religionista
  - Lydie Romanská, básnířka, prozaička a sbormistryně
- 1944 – Jan Konfršt, filozof
- 1945
  - Jiří Svoboda, skladatel filmové hudby († 11. března 2004)
  - Antonín Bárta, fotbalový záložník
- 1947
  - Radan Rusev, herec († 11. dubna 1999)
  - Jan Blažek, československý basketbalista († 29. září 2016)
- 1953 – Hana Čížková, herečka
- 1958
  - Alena Dernerová, politička a lékařka
  - Jan Husák, politik a poslanec
- 1963 – Lenka Dražilová, politička a poslankyně
- 1971 – Marek Daniel, herec
- 1976 – Jiří Holík, hokejový útočník
- 1977 – Nora Fridrichová, televizní novinářka, reportérka a moderátorka
- 1988 – Jan Bartoš, fotbalový obránce

### Svět

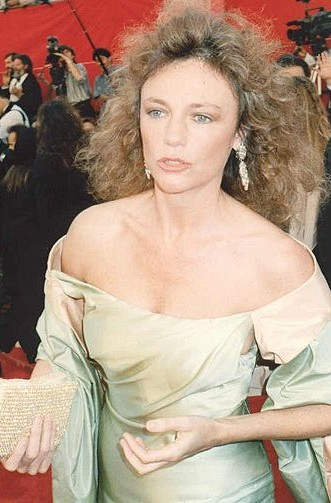
Jacqueline Bisset (* 1944)

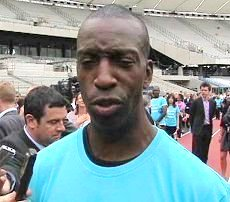
Michael Johnson (* 1967)

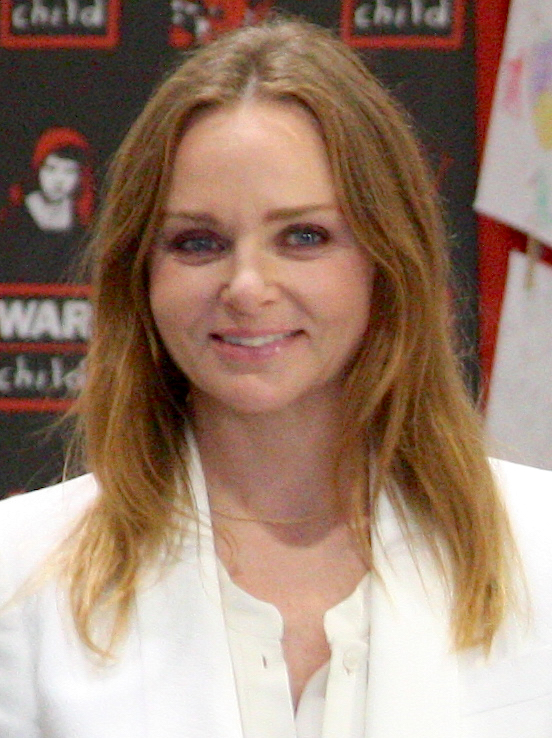
Stella McCartney (* 1971)

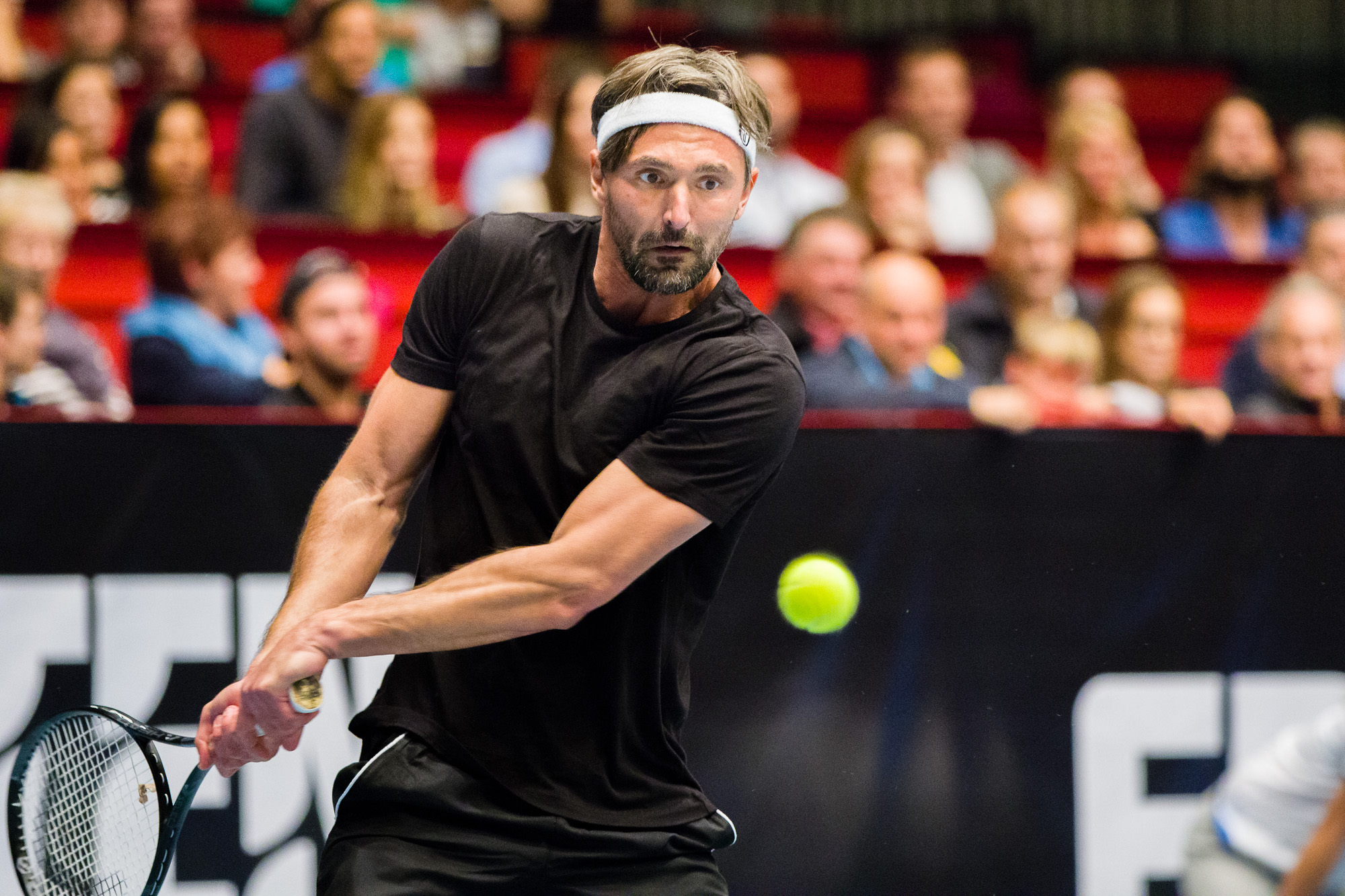
Goran Ivanišević (* 1971)

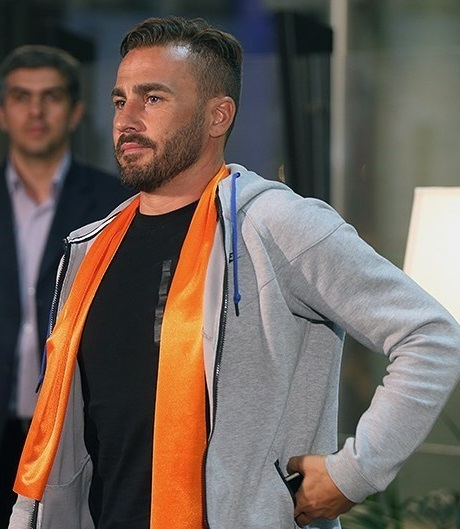
Fabio Cannavaro (* 1973)

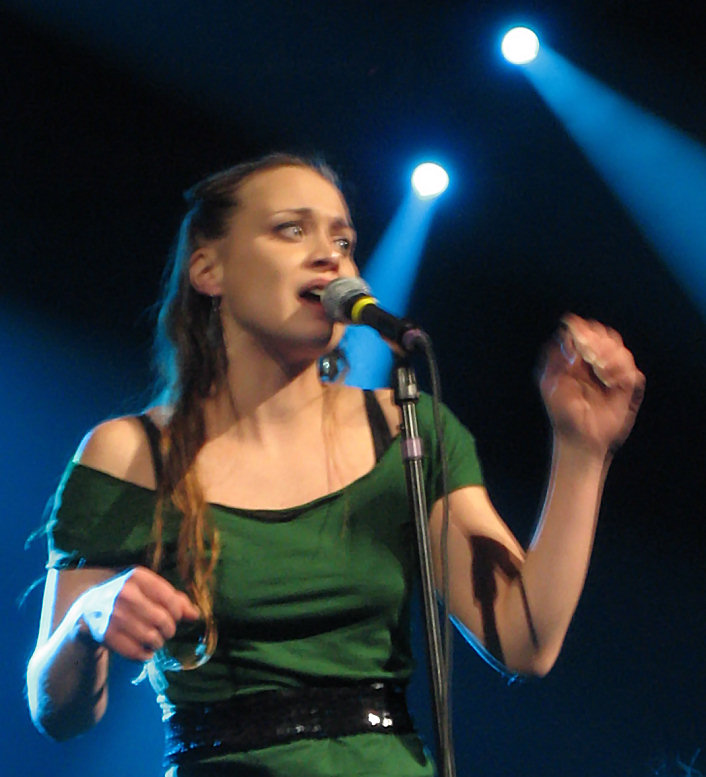
Fiona Apple (* 1977)

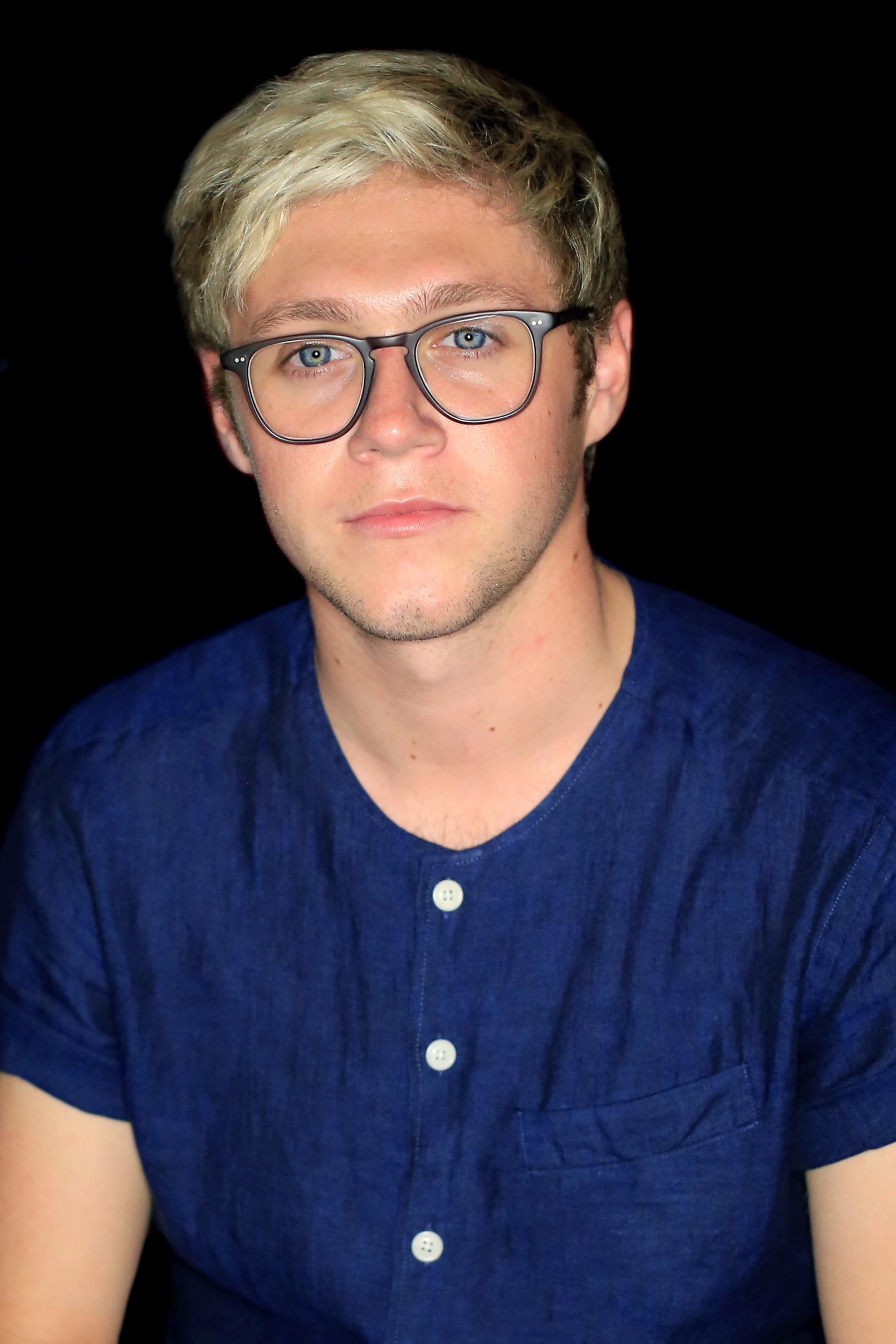
Niall Horan (* 1993)

- 1087 – Jan II. Komnenos, byzantský císař († 8. dubna 1143)
- 1475 – Cesare Borgia, italský šlechtic, válečník a politik († 1507)
- 1520 – William Cecil, 1. baron Burghley, anglický státník († 4. srpna 1598)
- 1576 – Bruno III. z Mansfeldu, maltézský rytíř, voják a vrchní lovčí u císařského dvora († 6. září 1644)
- 1676 – Alžběta Charlotta Orleánská, vévodkyně lotrinská († 23. prosince 1744)
- 1688 – Luca Antonio Predieri, italský hudební skladatel a houslista († 3. ledna 1767)
- 1693 – Joseph Emanuel Fischer von Erlach, rakouský barokní architekt († 29. června 1742)
- 1730 – Karol Jetting, úředník, cestovatel a diplomat, známý jako „bratislavský Robinson“ († 1790)
- 1756 – Dmitrij Sergejevič Dochturov, ruský generál († 26. listopadu 1816)
- 1775 – Laura Secord, kanadská národní hrdinka († 17. října 1867)
- 1787 – Eléonore Denuelle de La Plaigne, milenka císaře Napoleona Bonaparte († 30. ledna 1868)
- 1801
  - Alfred François Donné, francouzský bakteriolog a lékař († 1878)
  - Stefan Witwicki, polský básník a novinář († 15. dubna 1847)
- 1813 – Auguste Maquet, francouzský prozaik a dramatik († 8. ledna 1868)
- 1818 – Gustave Aimard, francouzský spisovatel († 20. června 1883)
- 1819 – Klára Schumannová, německá pianistka († 1896)
- 1830 – Marie von Ebner-Eschenbachová, rakouská spisovatelka († 1916)
- 1839 – Ole Falck Ebbell, norský architekt († 1919)
- 1853 – Hans Christian Gram, dánský bakteriolog († 14. listopadu 1938)
- 1860
  - Jens Jensen, dánský a americký krajinářský architekt († 1. října 1951)
  - John J. Pershing, americký armádní generál († 15. července 1948)
- 1863
  - Arthur Henderson, britský politik († 20. října 1935)
  - Franz von Hipper, německý admirál († 25. května 1932)
- 1872 – Kidžúró Šidehara, japonský politik († 10. března 1951)
- 1873 – Constantin Carathéodory, řecký matematik († 2. února 1950)
- 1874 – Arnold Schoenberg, rakouský skladatel († 13. července 1951)
- 1876 – Sherwood Anderson, americký prozaik a básník († 1941)
- 1881 – Rudolf Samojlovič, sovětský polární badatel, geograf a geolog († 4. března 1939)
- 1886 – Robert Robinson, anglický organický chemik, Nobelova cena za chemii († 8. února 1975)
- 1887
  - Lancelot Holland, britský admirál († 24. května 1941)
  - Leopold Ružička, chorvatský chemik, Nobelova cena za chemii († 26. září 1976)
- 1888 – Fred Hultstrand, americký fotograf († 28. června 1968)
- 1892 – Viktorie Luisa Pruská, dcera posledního německého císaře Viléma II. († 11. prosince 1980)
- 1894 – Julian Tuwim, polský básník († 27. prosince 1953)
- 1902 – Richard Paul Lohse, švýcarský malíř a grafický designér († 16. září 1988)
- 1903 – Claudette Colbertová, americká herečka († 30. července 1996)
- 1911 – Bill Monroe, americký hudebník († 9. září 1996)
- 1916
  - Roald Dahl, britský spisovatel († 23. listopadu 1990)
  - Virghil Gheorghiu, rumunský diplomat, duchovní ortodoxní církve a francouzsky píšící spisovatel († 2. června 1992)
- 1922 – Yma Sumac, peruánská zpěvačka († 1. listopadu 2008)
- 1923 – Zoja Kosmoděmjanská, sovětská partyzánka za druhé světové války († 29. listopadu 1941)
- 1924 – Maurice Jarre, francouzský skladatel filmové hudby († 28. března 2009)
- 1925 – Mel Tormé, americký zpěvák († 1999)
- 1927 – Tzannis Tzannetakis, premiér Řecka († 1. dubna 2010)
- 1928 – Wilhelm Störmer, německý historik († 18. února 2015)
- 1929 – Nikolaj Gjaurov, bulharský operní pěvec, bas († 2. června 2004)
- 1931
  - Jakob Beck, mistr bojových umění srbského původu
  - Marjorie Jacksonová, australská sprinterka, dvojnásobná olympijská vítězka
- 1932
  - Pedro Rubiano Sáenz, kolumbijský kněz, arcibiskup Bogoty, kardinál
  - Bengt Hallberg, švédský jazzový klavírista a hudební skladatel († 2. července 2013)
- 1938 – Janusz Głowacki, polský prozaik, dramatik, fejetonista († 19. srpna 2017)
- 1939
  - Richard Kiel, americký herec († 10. září 2014)
  - Guntis Ulmanis, prezident Lotyšska
  - Joel-Peter Witkin, americký fotograf
- 1940 – Óscar Arias, prezident Kostariky
- 1941
  - David Clayton-Thomas, kanadský hudebník a zpěvák
  - Tadao Ando, japonský architekt
- 1943
  - Luis Eduardo Aute, španělský zpěvák a kytarista († 4. dubna 2020)
  - Ján Geleta, slovenský fotbalista, československý reprezentant
- 1944
  - Dolly Martin, anglická modelka a herečka
  - Leslie Harvey, skotský kytarista († 3. května 1972)
  - Jacqueline Bisset, britská herečka
- 1947 – Jules T. Allen, americký fotograf a profesor umění
- 1950 – Włodzimierz Cimoszewicz, premiér Polska
- 1951 – Salva Kiir Mayardit, prezident republiky Jižní Súdán
- 1952
  - Johanna Schallerová, německá sprinterka, olympijská vítězka
  - Don Was, americký hudební producent a hudebník, president vydavatelství Blue Note Records
- 1954 – František Hossa, bývalý hokejista a bývalý trenér slovenské hokejové reprezentace
- 1957 – Vinny Appice, americký rockový bubeník
- 1964 – Diana Iljine, ředitelka festivalu Filmfest München
- 1967 – Michael Johnson, atlet USA
- 1971
  - Stella McCartney, britská módní návrhářka
  - Goran Ivaniševič, chorvatský tenista
- 1973 – Fabio Cannavaro, italský fotbalista
- 1976 – Puma Swede, švédská pornoherečka
- 1977 – Fiona Apple, americká písničkářka
- 1983 – Chris Wyles, americký ragbista
- 1993 – Niall Horan, člen britsko-irské hudební skupiny One Direction
- 1994 – Anna Karolína Schmiedlová, slovenská tenistka

## Úmrtí

### Česko

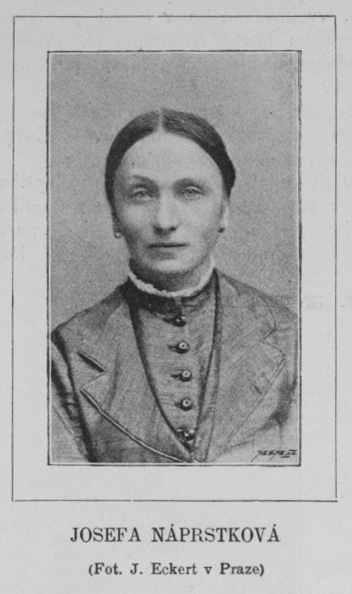
Josefa Náprstková († 1907)

- 1248 – Kunhuta Štaufská, česká královna, manželka Václava I. (* 1200)
- 1820 – Johann Josef Nehr, klášterní lékař a zakladatel Mariánských Lázní jako lázeňského města (* 8. května 1752)
- 1840 – Vincenc Houška, hudební skladatel (* 21. ledna 1766)
- 1849 – Jan Lillich, děkan teologické fakulty v Olomouci (* 4. prosince 1810)
- 1870 – Karel Svoboda, český malíř (* 14. června 1824)
- 1889 – Daniel Bohumil Molnár, český luterský farář a teolog (* 31. července 1819)
- 1892 – Kamil Rohan, šlechtic francouzského původu (* 19. prosince 1800)
- 1897 – Albert Prochaska, český podnikatel a spisovatel (* 23. července 1827)
- 1907 – Josefa Náprstková, manželka a pomocnice Vojtěcha Náprstka (* 8. října 1838)
- 1909 – Franz Zeischka, dirigent (* 10. února 1869)
- 1914 – František Gellner, básník, prozaik a kreslíř (* 19. června 1881)
- 1922 – Karel Mašek, spisovatel a dramatik (* 29. prosince 1867)
- 1937 – Rudolf Gudrich, zakladatel českého hasičstva ve Slezsku (* 10. března 1862)
- 1944 – Josef Ouředník, účastník protinacistického odboje (* 20. března 1901)
- 1954 – Karel Kalista, herec a divadelní režisér (* 24. ledna 1890)
- 1989 – Jehuda Kurt Unger, český, později izraelský architekt (* 3. června 1907)
- 1993 – Pavel Kouba, fotbalista, reprezentant (* 1. září 1939)
- 1999 – Jiří Fried, spisovatel (* 1. března 1923)
- 2003 – Pavel Nešleha, český malíř, kreslíř, grafik a fotograf (* 19. února 1937)

### Svět

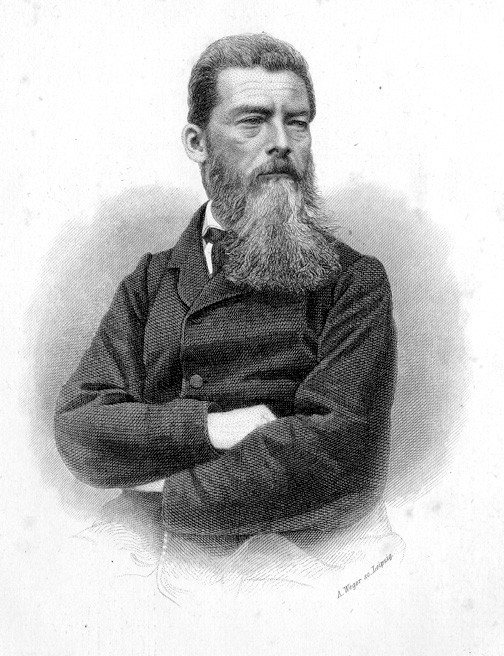
Ludwig Feuerbach († 1872)

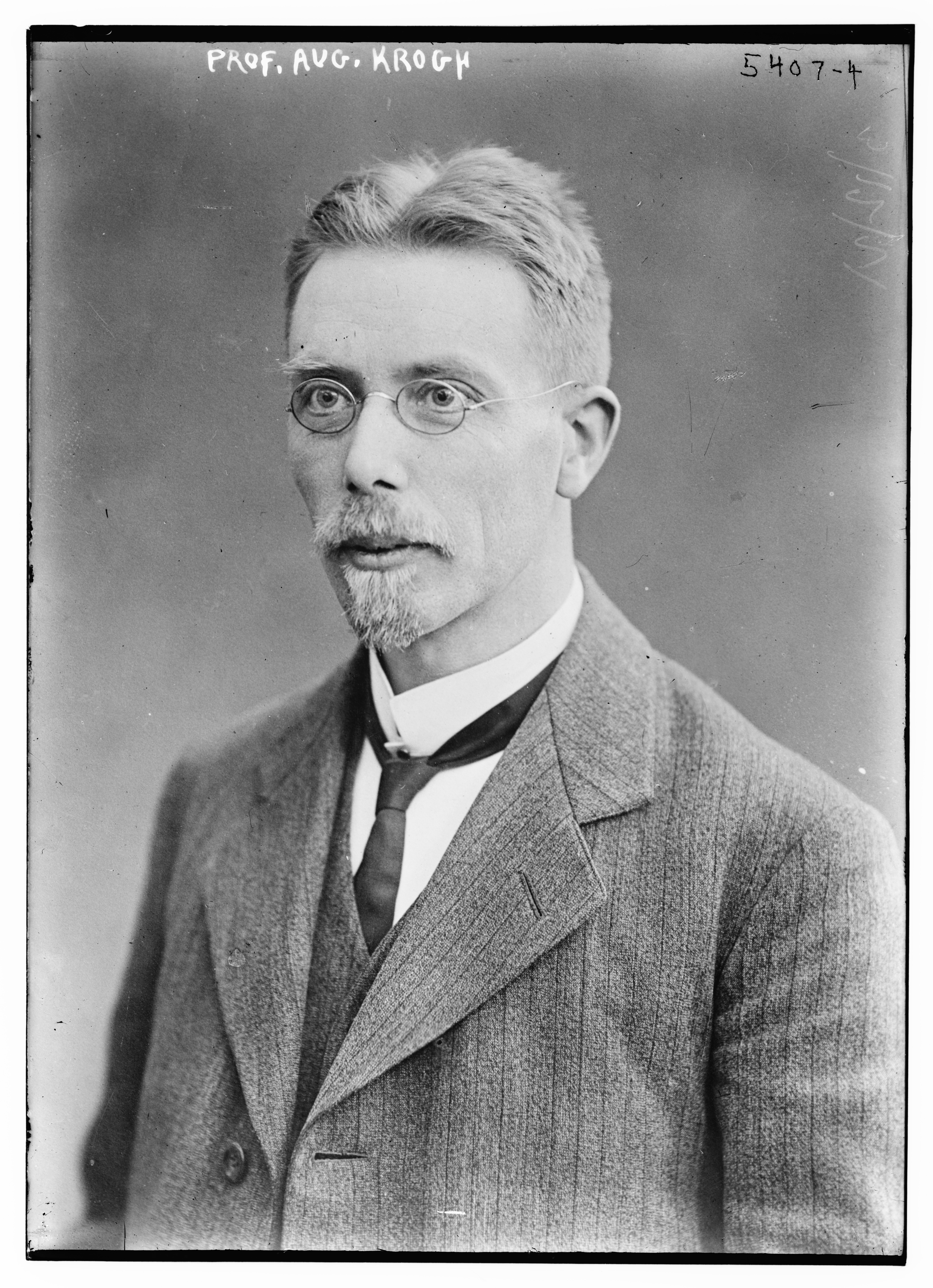
August Krogh († 1949)

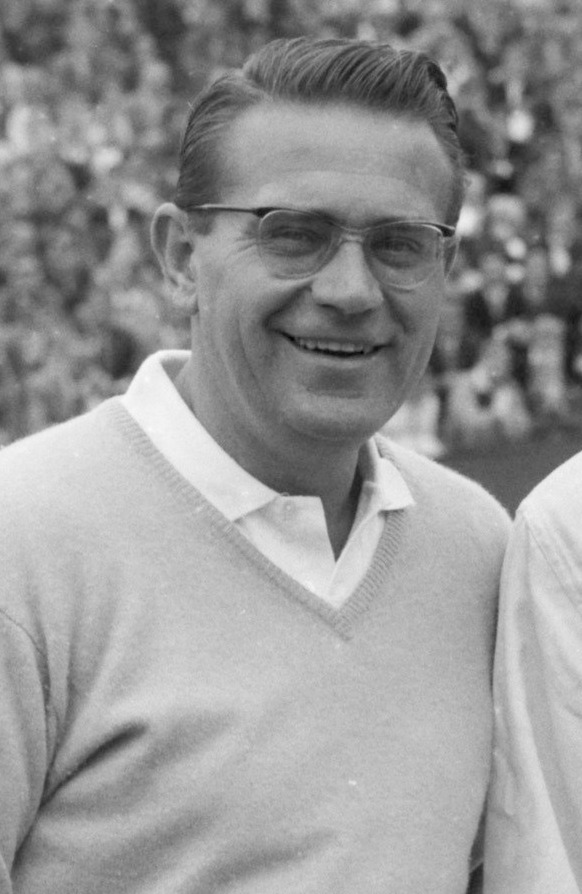
Jaroslav Drobný († 2001)

- 0081 – Titus, římský císař († 30. prosince 39)
- 1313 – Notburga Ebenská, katolická světice (* 1265)
- 1336 – Jan z Elthamu, syn anglického krále Eduarda II.a hrabě z Cornwallu (* 15. srpna 1316)
- 1598 – Filip II., španělský král z dynastie Habsburků (* 21. května 1527)
- 1612 – Karin Månsdotter, švédská královna (* 6. října nebo 6. listopadu 1550)
- 1632 – Leopold V. Habsburský, rakousko-tyrolský arcivévoda (* 9. října 1586)
- 1657 – Jacob van Campen, nizozemský barokní umělec (* 2. února 1596)
- 1665 – Jean Bolland, jezuitský historik (* 13. srpna 1596)
- 1693 – Flavio Chigi, italský římskokatolický kněz, biskup a kardinál (* 10. května 1631)
- 1705 – Imrich Tököly, sedmihradský kníže, vůdce protihabsburského stavovského povstání (* 1657)
- 1736 – Gaspar van Wittel, nizozemský malíř (* 1653)
- 1757 – Pavel Ernest Jablonský, německý teolog a orientalista (* 28. prosince 1693)
- 1803 – John Barry, komodor Námořnictva spojených států amerických (* 25. března 1745)
- 1809 – Traugott Bartelmus, slezský luteránský duchovní (* 25. prosince 1735)
- 1820
  - Adéla Anhaltská, manželka oldenburského velkovévody Augusta (* 23. února 1800)
  - François-Christophe Kellermann, francouzský generál (* 28. května 1735)
- 1826 – Jacob Hübner, německý přírodovědec, malíř a ilustrátor (* 20. června 1761)
- 1831 – Alexander Rudnay, slovenský katolický kněz, kardinál a buditel (* 1760)
- 1847 – Charles Nicolas Oudinot, francouzský maršál (* 25. dubna 1767)
- 1860 – John J. Pershing, americký vojevůdce († 15. července 1948)
- 1872 – Ludwig Feuerbach, německý filozof (* 28. července 1804)
- 1877 – Maria Anna Bavorská, saská královna (* 27. ledna 1805)
- 1881 – Ambrose Burnside, americký generál, vynálezce a politik (* 23. května 1824)
- 1894 – Emmanuel Chabrier, francouzský skladatel (* 18. ledna 1841)
- 1927 – Antoni Listowski, polský generál (* 29. března 1865)
- 1928 – Italo Svevo, italský spisovatel (* 19. prosince 1861)
- 1938 – Samuel Alexander, britský filozof (* 6. ledna 1859)
- 1939 – Olav Duun, norský spisovatel (* 21. listopadu 1876)
- 1949 – August Krogh, dánský lékař a fyziolog, nositel Nobelovy ceny (* 1874)
- 1956 – Archibald Low, anglický inženýr, fyzik a vynálezce (* ? 1888)
- 1959 – Jisra'el Rokach, izraelský politik, ministr, starosta Tel Avivu (* 31. prosince 1896)
- 1971 – Lin Piao, čínský komunistický vojevůdce (* 5. prosince 1907)
- 1976 – Franz Eppel, rakouský historik umění (* 24. září 1921)
- 1986 – Oľga Borodáčová, slovenská herečka (* 1899)
- 1994 – Richard Herrnstein, americký psycholog (* 20. května 1930)
- 1996 – Tupac Shakur, americký rapper, herec (* 16. června 1971)
- 2001 – Jaroslav Drobný, československý tenista a lední hokejista (* 12. října 1921)
- 2002
  - Felix Holzmann, komik (* 8. července 1921)
  - Alexandr Kazancev, ruský spisovatel sci-fi, scenárista a šachista (* 2. září 1906)
- 2007 – Antolín Abad Pérez, španělský historik, spisovatel a františkánský kněz (* 13. února 1918)
- 2011
  - Richard Hamilton, britský malíř, grafik, pedagog a kurátor (* 1922)
  - Walter Bonatti, italský horolezec, novinář a spisovatel (* 22. června 1930)
- 2021 – Antony Hewish, britský radioastronom, nositel Nobelovy ceny za fyziku (* 11. května 1924)

## Svátky
| 13. září v pražském KlementinuÚdaje jsou platné k 29. 4. 2025. | 13. září v pražském KlementinuÚdaje jsou platné k 29. 4. 2025. | 13. září v pražském KlementinuÚdaje jsou platné k 29. 4. 2025. |
| minimum                                                        | denní průměr                                                   | maximum                                                        |
| -------------------------------------------------------------- | -------------------------------------------------------------- | -------------------------------------------------------------- |
| 5,8 °C (1860)                                                  | 15,4 °C (od 1961)                                              | 31,0 °C (1947)                                                 |

### Česko
- Lubor

### Svět
- Rhodesie: Pioneer Day
- Itálie: Den Dante Alighieriho
- USA: Národní den prarodičů (je-li neděle)
- Afghánistán: Den vzniku Národního shromáždění (je-li středa)